# Héra
Héra (görögül Ἥρα; a rómaiaknál Juno) a görög mitológiában Zeusz főisten testvére és felesége, a házasságot és a születést védelmező istennő. Neve feltehetőleg „oltalmazót”, „úrnőt” jelent. A képzőművészetben érett asszonyként ábrázolják, attribútumai a királyi pálca és a liliom, valamint a tehén, a kakukk és a páva, amelyek a szent állatai voltak. Állandó jelzője a "tehénszemű".
Héra Kronosz és Rhea leánya volt, testvérei:
- Démétér
- Hesztia
- Zeusz
- Poszeidón
- Hadész

Héra és Zeusz gyermekei:
- Hébé
- Eileithüia
- Arész
- Héphaisztosz (Homérosz szerint közös gyermekük, más forrás szerint Héra egyedül esett teherbe)

## Harca Zeusz szeretőivel
Mivel férjének, Zeusznak rengeteg szeretője volt, köztük halandó nők is, a Hérához kapcsolódó történetek közül több is arról szól, hogyan állt bosszút férje választottjain. A tehénné változtatott Iót böglyökkel kínozta, késleltette Létó és Alkméné vajúdását, gonosz tanácsával Szemelé halálát okozta, rábeszélte Artemiszt, hogy nyilazza le a medvévé változtatott Kallisztót.
A szeretők gyermekeit sem kímélte: két kígyót küldött a csecsemő Héraklészra. A felnőtt Héraklészt is sokszor elgáncsolta hősi tettei végrehajtása közben: hamis híresztelésekkel ellene fordította az amazonokat, vihart támasztott az útjába, végül az őrületbe kergette. Csak azután békült meg Héraklésszal, amikor az elnyerte a halhatatlanságot; ekkor feleségül adta hozzá lányát, Hébét.

## Istenek közötti helyzete
Nagy tisztelet övezte Hérát, mint az Olümposz királynője. Ezt mutatja Homérosz Íliászának 14-ik dalának több szakasza:
Válaszul Aphrodité, Zeusz lánya, ilyen szavakat szólt:

Héra, te szent úrnő, lánysarja a büszke Kronosznak,
mondd ki, amit gondolsz: megtennem sürget a lelkem;
teljesitem, ha tudom, s ha a kérés nem lehetetlen.”
· · ·
Válaszul így szólt erre mosolyszerető Aphrodíté:
Nem lehet és nem is illik nemmel szólnom a szódra:

hisz te vagy az, ki a legmagasabb Zeusz karja között hálsz.”